# Вагинальный секрет

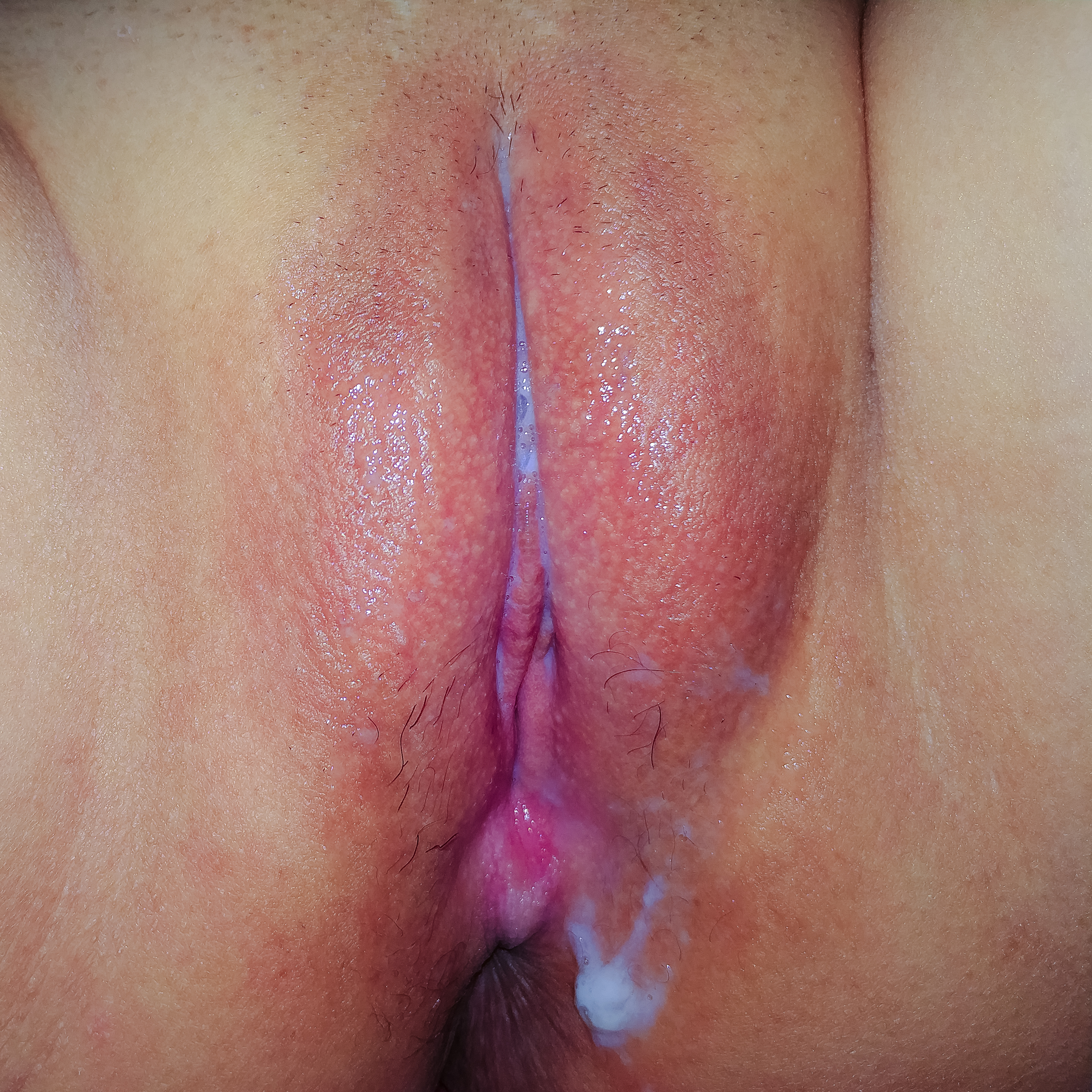
Выделение вагинального секрета после стимуляции

Вагинальный секрет (вагинальная смазка) — бесцветная жидкость, выделяющаяся у женщин при половом возбуждении.
Присутствует всегда, но значительно сильнее выделяется перед половым актом, либо во время него.
Без должной смазки влагалища половой акт для женщины болезнен. В культуре некоторых народов (например, в странах к югу от Сахары) практикуется так называемый сухой секс, при котором любая жидкость исключается. Обоснованием этой практики может быть мнение, что без какой бы то ни было смазки проникновение может быть более возбуждающим. Однако помимо того, что такая практика секса является болезненной для женщины, она также является дополнительным риском передачи венерических заболеваний для обоих партнёров. Например, при практиковании сухого секса увеличивается риск передачи и заражения ВИЧ-инфекцией в связи с разрывом тканей влагалища при трении.